# Бану Хиляль

Карта расселения племён в Аравии, 600 год нашей эры.

Ба́ну Хиля́ль (араб. بنو هلال‎ или الهلاليين) — конфедерация арабских племён из областей Хиджаз и Неджд на Аравийском полуострове, которые эмигрировали в Северную Африку в XI веке. Хозяева обширных плато Неджда, они пользовались печальной репутацией, возможно, из-за их относительно позднего (для арабских племён) обращения в ислам и рассказов об их военных кампаниях на приграничных территориях между Ираком и Сирией. Они участвовали в разграблении Мекки в 930 году. Когда Фатимидский халифат завоевал Египет и основал Каир в 969 году, они поспешили ограничить непослушных бедуинов на юге, прежде чем отправить их в Северную Африку (Ливию, Тунис и Алжир).
Историки оценивают общее число перекочивавших в XI веке в Магриб арабов в 500 000 – 700 000 – 1 000 000 человек. Историк Мармол Карвахаль подсчитал, что более миллиона хилалийцев мигрировали в Магриб в период с 1051 по 1110 год, и подсчитал, что количество хилалийцев в 1051–1110 годах в Магрибе составляло, в его время, а это 1573 год, 4 000 000 человек, исключая другие арабские племена и других арабов, уже присутствовавших здесь.

## Происхождение племени

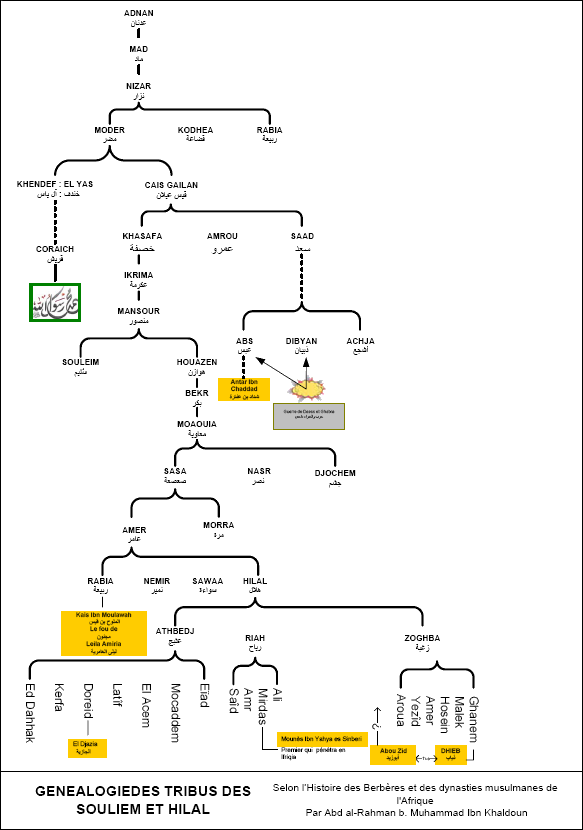
Таблица патрилинейной генеалогии.

Согласно арабским специалистам по генеалогии, Бану Хиляль отделились от конфедерации племён Мудар, в частности эмира ибн Са-саа. Ибн Хальдун описал их генеалогию, которая состояла из двух материнских племён: самих себя и Бану Сулейм. В Аравии они жили на Газване недалеко от Таифа, в то время как Бану Сулайм посещали соседнюю Медину, имея общего предка из ветви курайшитов Аль-Яс. Бану Хиляль были очень многочисленными, фактически это был народ, разделенный на свои собственные подплемена, наиболее известными из которых были Атбадж, Рия, Джушам, Зугба, Ади, Курра и Макиил.

## История

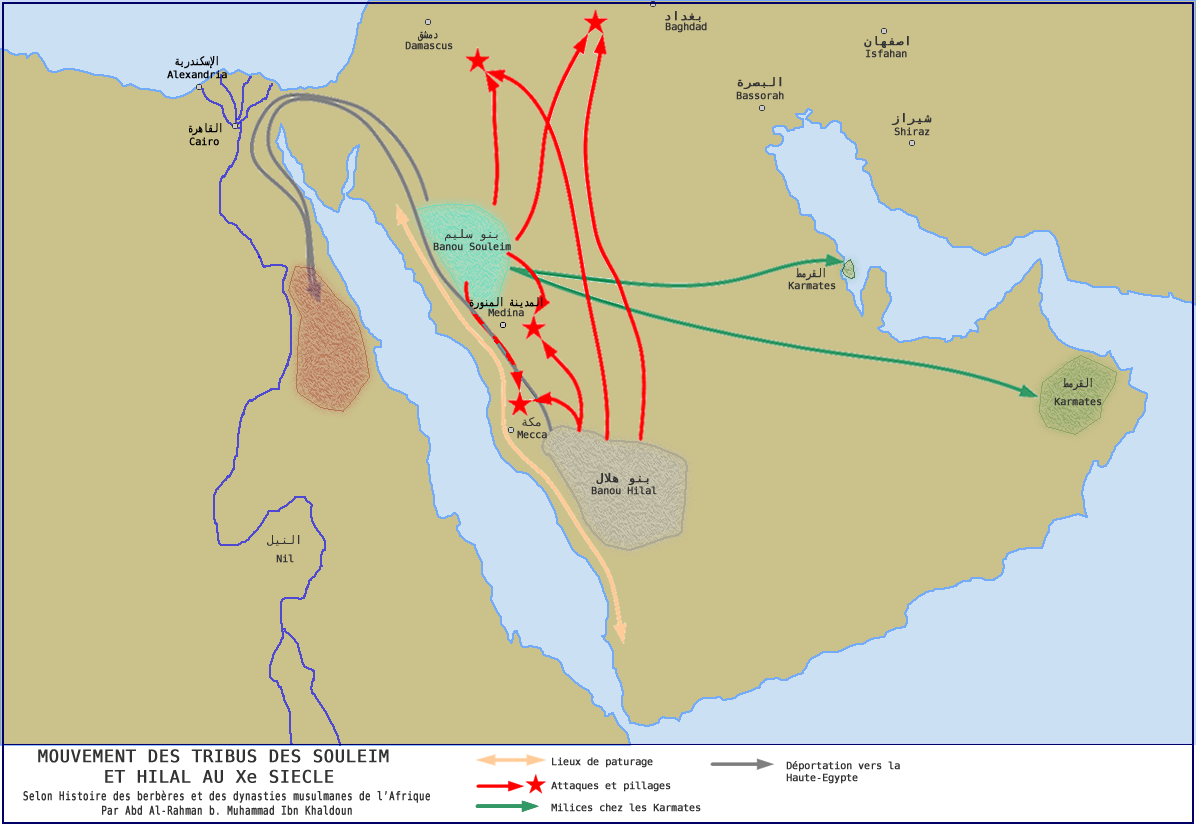
Эмиграция племён Бану Хиляль и Бану Сулейм в Х-м веке.

Их первоначальным местом кочевья, как и местом проживания родственных с ними племён, был Неджд и Хиджаз, и их история в доисламские времена связана с историей племён из, которых они произошли. Бану Хиляль не принимали ислама до битвы при Хунайне в 630 году, несмотря на это они не участвовали в войнах с вероотступниками, последовавших за смертью Мухаммеда в 632 году. Иногда перемещаясь в Месопотамию в поисках пастбищ и водоёмов, они становились политическими союзниками карматов, шиитских сектантов, опустошавших Аравию более века. В 970-х годах племена Бану Хиляль и племена Бану Сулейм последовали за ними в Сирию и вместе с ними сражались с Фатимидским халифатом, который только что завоевал Египет и продвигался в Сирию.

### В Египте
Племена, не играли какой-либо роли во время мусульманских завоеваний и по большей части оставались в Неджде. Только в начале VIII-го века часть племён Бану Хиляль (и Бану Сулейм) эмигрировали в Египет. Многие последовали за ними, так что эти две группы стали многочисленными в Египте. Во времена Аббасидского халифата Бану Хиляль были известны своей непокорностью и воинственностью.
В результате войны между карматами и Фатимидами, Фатимиды одержали убедительную победу над карматами в 978 году после чего халиф Фатимидов Аль-Азиз Биллах (975–996 годы) насильственно переселил племена Бану Хиляль и племена Бану Сулейм в Верхний Египет. Поскольку они продолжали воевать между собой и разорять окружающую территорию, им было запрещено покидать пустыни правого берега реки Нил как и вообще территорию Верхнего Египта.

### В Магрибе
В 1050 году племена получили от Фатимидов приказ вторгнуться в Ифрикию, Бану Хиляль сначала мигрировали в Нижний Египет, а затем начали двигаться на Магриб уничтожая всё на своём пути. Фатимиды, которым стало особенно трудно контролировать свою территорию после завоевания Египта и основания Каира, использовали их в качестве своих союзников и вассалов, чтобы наказать Зиридов. Количество воинов Бану Хиляль и Бану Сулайм оценивалось в 50 000, которые отправились на Ифрикию в 1051–1052 годы, не считая женщин и детей. Всего же, по некоторым оценкам, пришло от 150 000 до 300 000 арабов в Магриб, которые ассимилировали часть местного населения. Чтобы убедить бедуинов переселиться в Магриб, фатимидский халиф дал каждому кочевнику по верблюду, деньги и помог им переправиться с восточного на западный берег реки Нил. Сильная засуха в Египте в то время также поспособствовала эти племена мигрировать в Магриб, где в то время была лучшая экономическая ситуация. Фатимидский халиф поручил им править Магрибом вместо зиридского эмира Аль-Муизза и сказал им: «Я отдал вам Магриб и правление аль-Муизза ибн Бадиса аз-Зири, беглого раба. Вы ни в чём не будете нуждаться». И сказал он Аль-Муиззу: «Я послал тебе лошадей и посадил на них храбрых людей, дабы Аллах мог завершить дело, которое уже было совершено».
Вторгнувшись в северную Киренаику, арабские бедуины подвергли регион сильному разорению в 1050 году. Они перебили, поработили или изгнали почти всех жителей, за исключением небольшого количества берберов из племени зената, которые выжили находясь в труднодоступных оазисах в пустыне к югу от побережья. Во время нашествия хилалийцами были разграблены и разрушены многие древние города, такие как город Барка. Число хилалийцев, перекочевавших из Египта на запад, оценивается в 200 000 семей. Согласно Ибн Хальдуну, Бану Хиляль сопровождали их семьи на пути в Магриб, по дороге сметая всё на своём пути. Нашествие способствовало упадку портовых городов в Киренаике и морской торговли. Киренаика была оставлена на заселение племени Бану Сулейм, в то время как хилалийцы двинулись на запад. В результате заселения арабами Киренаика стала самым арабизированным регионом в арабском мире после внутренних районов Аравии. Аль-Муизз ибн Бадис попытался остановить вторжение арабских бедуинов с помощью своей армии, но был разбит в сражении недалеко от Габеса. Хилалийцы приступили к разграблению и опустошению Ифрикии, они нанесли решительное поражение зиридам в битве при Хайдаране 14 апреля 1052 года. Столица Аль-Муизза Кайруан была хорошо укреплена и сопротивлялась пять лет, но в итоге всё равно оказалась захваченной и разграбленной. Ифрикия был предана анархии и Хаммадиды, которые вначале пытались заключить c ними союз, сами были вынуждены защищаться от них. Затем хилалийцы изгнали берберов племени зената из южной Ифрикии и заставили Хаммадидов платить ежегодную дань, поставив тех в вассальную зависимость от себя. Эти бедуины продолжали распространяться по всей Ифрикии, где и поселились после побед над местными берберскими племенами, которых в конечном итоге покорили, а часть местного населения перебили.
В результате опустошительных набегов, Бану Хиляль отняли у султана аль-Мансура бен ан-Насира (1089–1105 годы) половину урожая, что вынудило его перенести свою столицу из города Калаа в город Беджая в 1104 году находящийся в горной местности труднодоступной для кочевников.
По мере того, как племена становились всё более независимыми и отказывались от шиитской версии ислама, они быстро победили Зиридов и сильно ослабили соседнии династии Хаммадидов и Зената. Их приток был основным фактором лингвистической и культурной арабизации Магриба и распространения кочевничества в районах, где ранее доминировало сельское хозяйство. Ибн Хальдун отметил, что некогда богатые земли были разорены захватчиками Бану Хиляль и превратились в совершенно засушливую пустыню, он писал о них: «из-за своей дикой природы эти арабы есть мародёры и разрушители», утверждая, что дикость это их характер и их природа. Бану Хиляль и Бану Сулейм распространились по высокогорным равнинам Константины, где они захватили и разграбили Кала-Бени-Хаммад, как они поступили до этого с Кайруаном несколько десятилетий назад. Оттуда они постепенно получили контроль над высокогорными равнинами Алжира и Орана.
Позже Бану Хиляль попадали под власть различных последующих берберских династий, включая халифат Альмохадов, династию Хафсидов, династию Зайянидов и династию Маринидов. Во второй половине XII века, считая их продолжающееся присутствие невыносимым, халифат Альмохадов победил Бану Хиляль в битве при Сетифе и вынудил многих из них покинуть Ифрикию и поселиться в Марокко в долине реки Мулуя и на атлантическое побережье, в таком районе, как Дуккала. Когда Ифрикию присоединили турки османы, Бану Хиляль восставали против османов в горах Орес и на юге Алжира. В Марокко в XVII веке султан Мулай Исмаил ибн Шериф создал армию гишей, состоящую из арабских воинов из племён Бану Хиляль и Бану Макиль, которая была одной из основных частей марокканской армии. Они располагались гарнизонами на своих собственных землях с водой и пастбищами и служили войсками и военными гарнизонами для участия в войнах и подавления восстаний.

## Социальная организация
Первоначально Бану Хиляль придерживались кочевого образа жизни, выращивая крупный рогатый скот и овец. Несмотря на то, что несколько племён жили в засушливых и пустынных районах, они стали экспертами в области сельского хозяйства. Первоначально шииты, после их завоевания суннитского Магриба, большинство Бану Хиляль перешли в школу Маликитского вахабизма суннитского ислама и они были весьма консервативны. Другие племена в значительной степени арабизировали берберов в Алжире, где часто происходили смешанные браки.

## Тагрибат Бану Хиляль
Рассказы и записи, которые народный поэт Абдул Рахман аль-Абнуди собрал у бардов Верхнего Египта, завершились в труде Тагрибат Бану Хиляль, арабском эпосе, описывающем путешествие племён из Аравии в Магриб. Сказание разделено на три основных цикла. Первые два объединяют разворачивающиеся события в Аравии и других странах востока, а третье, называемое Тагриба (марш на запад), рассказывает о миграции Бану Хиляль в Северную Африку.

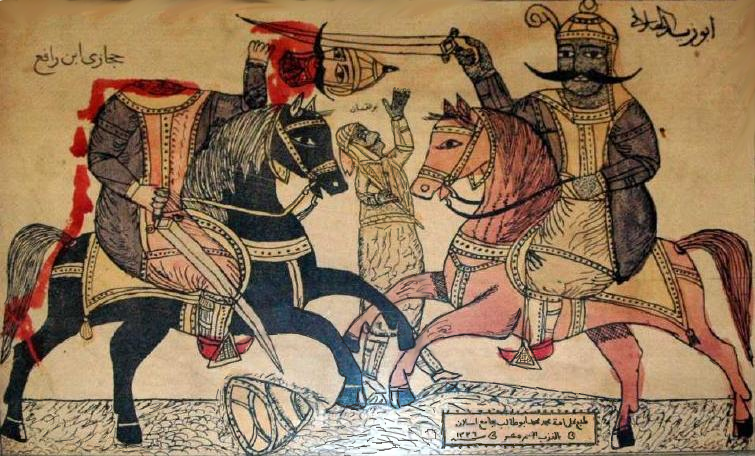
Египетская гравюра. Абу Зейд обезглавливает Хиджази бин Рафу.
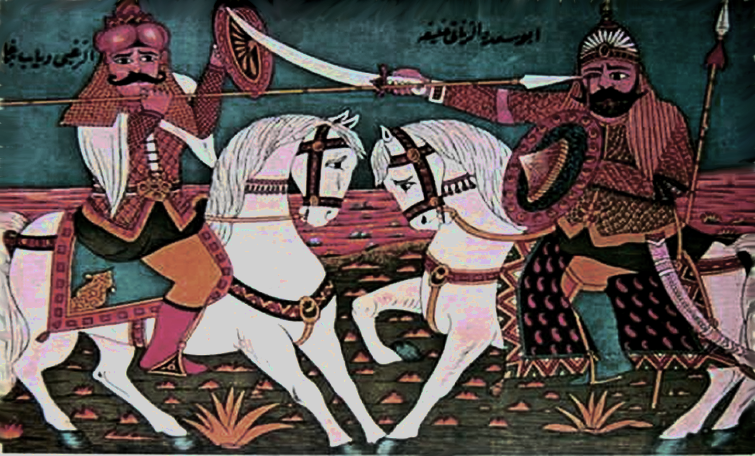
Египетская гравюра. Диаб бин Ганим бьётся с Аль Муиза бин Бадисом.